# Tom Parker (ator)
Thomas Scott Parker (Walnut Creek, Califórnia, 23 de Julho de 1977) é um ator estadunidense, conhecido por suas participações em várias séries de televisão.

## Filmografia

### Televisão
- 2013 2 Broke Girls como D.J. Kingsley
- 2012 Are You There, Chelsea? como Dr. Ben Thomas
- 2010 100 Questions como Tim
- 2010 'Til Death como Ryan
- 2010 CSI: NY como Allen Greenway
- 2009 Mental como Liam McBride
- 2009 CSI: Miami como Grant Lawson
- 2008 The More Things Change... como Blair Wilson
- 2007 What About Brian como Jamie
- 2007 Eyes como Jerry Springfield
- 2006 Without a Trace como Todd Kipling
- 2005 Everwood como Brian Hartman
- 2004 What I Like About You como Dr. Riley
- 2004 North Shore como Carter
- 2004 ER como Matt Gilespie

### Cinema
- 2007 J-ok'el como George Christensen
- 2005 Partners como Robert
- 2004 Cruel Intentions 3 como Michael Cattrall